# NGC 2528
NGC 2528 è una galassia a spirale intermedia situata nella costellazione della Lince, a una distanza di circa 197 milioni di anni luce dalla nostra Via Lattea.

## Scoperta
La galassia è stata scoperta il 22 gennaio 1877 dall'astronomo francese Édouard Stephan.

## Descrizione
NGC 2528 ha una classe di luminosità II e presenta una larga riga a 21 cm dell'idrogeno neutro. È inoltre luminosa nell'infrarosso e come tale viene classificata LLIRG. Il database SIMBAD la considera una radiogalassia.
La classificazione morfologica indicata da NASA/IPAC (SAB(rs)b) appare essere quella che corrisponde meglio alle recenti immagini realizzate dall'indagine SDSS.

## Gruppo di NGC 2415
NGC 2528 fa parte di un gruppo di galassie che comprende almeno 9 membri, il Gruppo di NGC 2415. Oltre NGC 2528 e NGC 2415, le altre galassie del gruppo sono NGC 2444, NGC 2445, NGC 2476, NGC 2493, NGC 2524, UGC 3937 e UGC 3944.